# Markuskapelle (Blumenhagen)

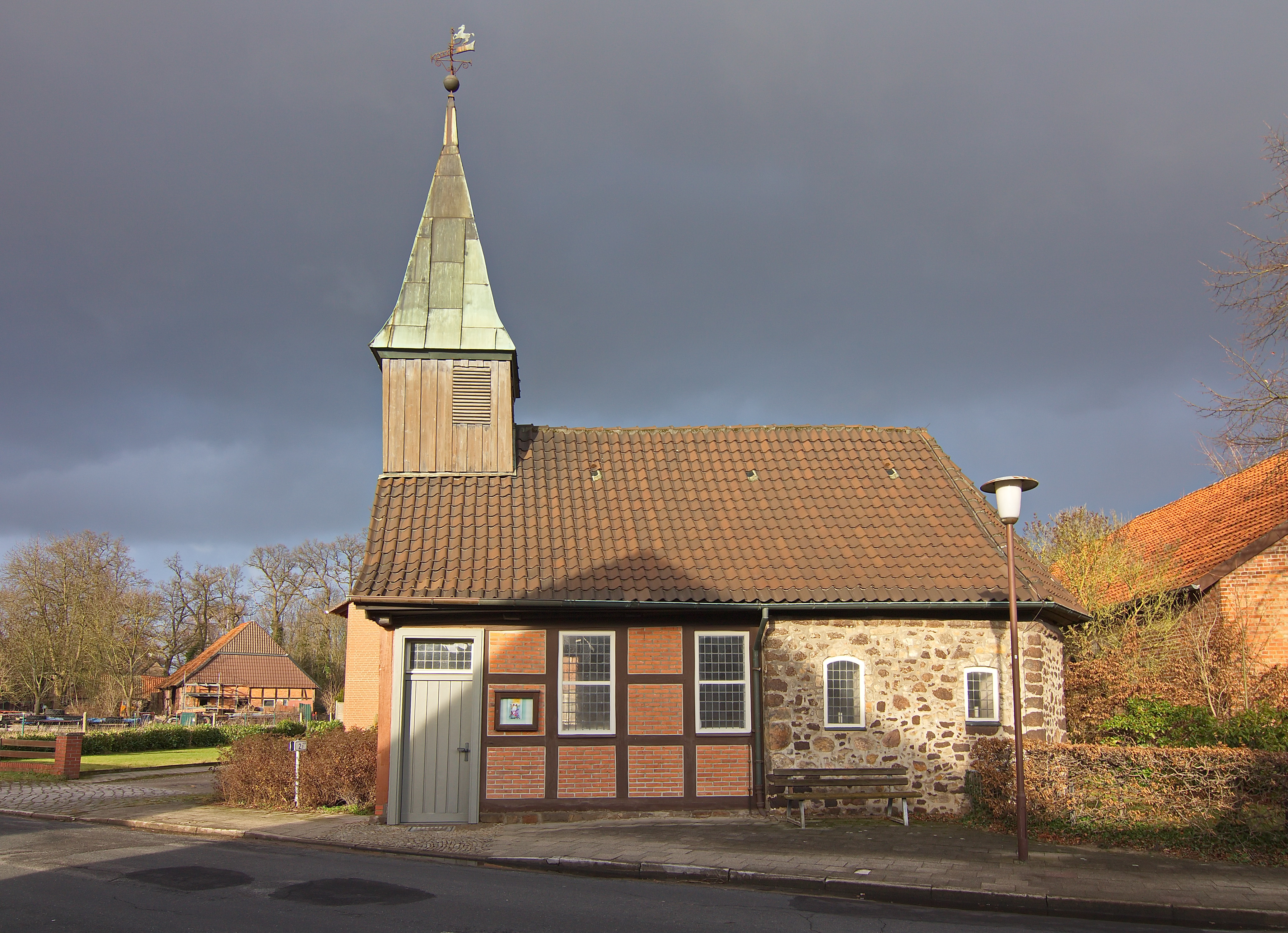
Markuskapelle

Die evangelisch-lutherische, denkmalgeschützte Markuskapelle steht  in Blumenhagen, einer Ortschaft in der Gemeinde Edemissen im Landkreis Peine in Niedersachsen. Die Kapellengemeinde gehört zur Martin-Luther-Kirchengemeinde Edemissen im Kirchenkreis Peine im Sprengel Hildesheim-Göttingen der Evangelisch-lutherischen Landeskirche Hannovers.

## Beschreibung
Die kleine Fachwerkkapelle, deren Gefache mit Backsteinen gefüllt sind, wurde um 1700 erbaut. 1883 wurde sie durch Vermittlung des Konsistorialbaumeisters Conrad Wilhelm Hase restauriert und ergänzt. Die Kapelle ist mit einem Satteldach bedeckt, aus dem sich im Westen ein Dachturm erhebt, der von zwei hölzernen Ständern gestützt wird. Der Chor aus Bruchsteinen stammt aus dem Jahr 1534. Er hat außen einen dreiseitigen, innen einen gerundeten Schluss. Die Backsteine der Ausfachung und der Dachturm wurden 1965 erneuert.
Der Innenraum ist mit einer Flachdecke aus Brettern überspannt. Zur Ausstattung gehört eine spätmittelalterliche Mensa eines Flügelaltars im Weichen Stil, dessen Flügel verloren gegangen sind. Der Schrein wurde in Felder geteilt, die mit Baldachinen bekrönt sind. Im Mittelfeld ist die Marienkrönung dargestellt, sonst sind es Figuren, die Figuren des heiligen Martin, des heiligen Georg, der heiligen Barbara und eines unbekannten Heiligen, die in fließende Gewänder drapiert sind. Die Predella ist mit Blattwerk verziert.